# Eulalia de Borbón

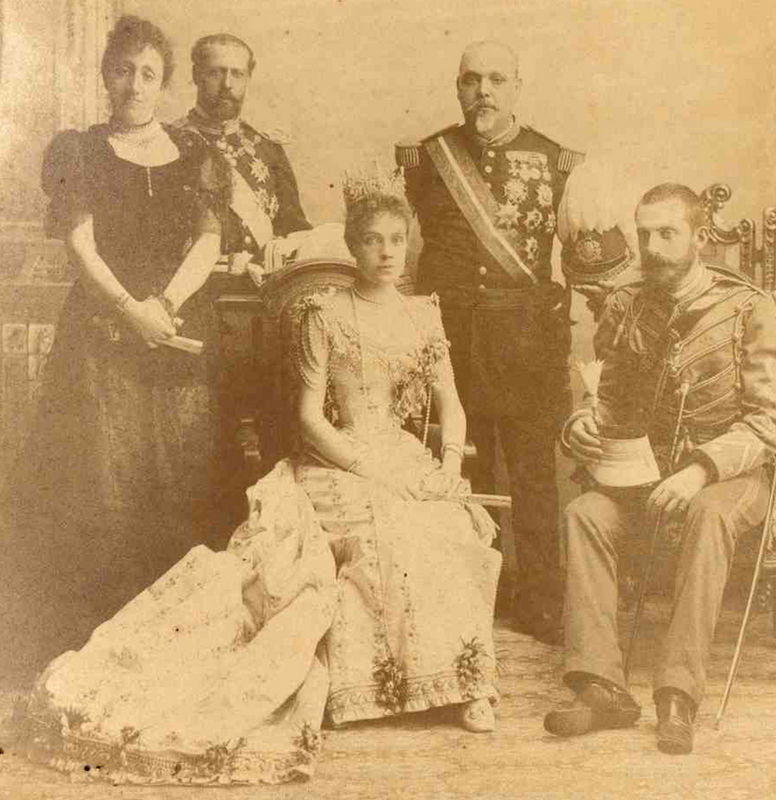
Eulalia infantka hiszpańska (siedzi w centrum) i jej małżonek książę Galliera

María Eulalia de Borbón y Borbón (ur. 12 lutego 1864, zm. 8 marca 1958) – infantka hiszpańska, księżna Galliera, jako żona Antoniego Orleańskiego, autorka kontrowersyjnych książek.
Urodziła się w Pałacu Królewskim w Madrycie jako najmłodsze dziecko królowej Hiszpanii - Izabeli II i jej męża - króla małżonka Franciszka de Asís. Miała dwie starsze siostry: Izabelę, księżniczkę Asturii i Marię de la Paz. Została ochrzczona 14 lutego 1864 jako Maria Eulalia Francisca de Asis Margarita Roberta Isabel Francisca de Paula Cristina Maria de la Piedad de Borbón y Borbón. Jej rodzicami chrzestnymi byli: książę Robert I Parmeński i jego siostra - księżniczka Małgorzata Parmeńska. W 1868 rodzina Eulalii została zmuszona do udania się na wygnanie i zamieszkała w Paryżu - tam Eulalia odebrała wykształcenie. Pierwszą komunię przyjęła w Rzymie z rąk papieża Piusa IX.
W 1874 brat Eulalii – król Alfons XII został przywrócony na tron zamiast ich matki – królowej Izabeli II. 3 lata później Eulalia powróciła do ojczyzny. Najpierw zamieszkała z matką w Eskurialu, potem przeniosła się do Alkazaru w Sewilli i wreszcie do Madrytu.

## Małżeństwo
6 maja 1886 w Madrycie, Eulalia poślubiła swojego brata ciotecznego - infanta Antoniego Orleańskiego, księcia Galliera, syna Antoniego Orleańskiego, księcia Montpensier i infantki Ludwiki Ferdynandy Hiszpańskiej. Ślubu udzielił im kardynał Zeferino González y Díaz Tuñón, arcybiskup Sewilli. Ceremonię odłożono w czasie o kilka miesięcy z powodu żałoby po śmierci brata Eulalii - króla Alfonsa XII. Eulalia i Antoni spędzili miesiąc miodowy w Pałacu Królewskim w Aranjuez. Para miała troje dzieci:
- infanta Alfonsa de Orleans y Borbón (1886–1975), księcia Galliera, męża Beatrycze Sachsen-Coburg und Gotha
- infanta Ludwika Ferdynanda de Orleans y Borbón (1888–1945), męża Marie Say
- infantkę Robertę de Orleans y Borbón (ur. i zm. 1890)

Po urodzeniu się ich młodszego syna, Eulalia i jej mąż rozstali się. Oficjalnie nigdy się nie rozwiedli, ale Eulalia mieszkała sama w Hiszpanii i Paryżu, a także często odwiedzała Anglię.

## Dalsze życie
W maju 1893 Eulalia odwiedziła USA. Jej kontrowersyjna wizyta na wystawie Chicago World's Fair została świetnie udokumentowana. Najpierw pojechała na Kubę i odwiedziła Hawanę, a potem pojechała do Waszyngtonu, gdzie w Białym Domu przyjął ją w prezydent Grover Cleveland. Eulalia odwiedziła również Nowy Jork i jako potomkini króla Hiszpanii - Karola III została członkinią Cór Amerykańskiej Rewolucji (ang. Daughters of the American Revolution).
Eulalia była autorką kilku prac dotyczących kręgów królewskich, mimo że sama nie utrzymywała częstych kontaktów w rodziną w Hiszpanii ani z innymi spokrewnionymi rodami królewskimi. W 1912 pod pseudonimem hrabina de Avila, Eulalia napisała Au fil de la vie (Paryż: Société française d'Imprimerie et de Librarie, 1911). Książka dotyczyła przemyśleń Eulalii na temat edukacji, kobiet niezależnych, podziału społeczeństwa na klasy, socjalizmu, religii, małżeństwa, uprzedzeń i tradycji. Jej bratanek - król Alfons XIII w swoim telegramie zażądał od Eulalii, aby odłożyła publikację książki, aż on jej nie przeczyta i nie da jej pozwolenia na publikację. Eulalia odmówiła i książka się ukazała.
W maju 1915 Eulalia napisała artykuł dla magazynu Strand o cesarzu niemieckim - Wilhelmie II. W tym samym miesiącu opublikowała również Court Life from Within (Londyn: Cassell, 1915; wydrukowane również w Nowym Jorku: Dodd, Mead, 1915). W sierpniu 1925 Eulalia napisała Courts and Countries After The War (Londyn: Hutchinson, 1925; wydrukowane również w Nowym Jorku: Dodd, Mead, 1925). W tej pracy zajęła się komentowaniem światowej sytuacji politycznej oraz wyjawiła swój pogląd na stosunki francusko-niemieckie - jej zdaniem pokój między tymi dwoma państwami jest niemożliwy. W 1935 opublikowała swoje wspomnienia - Mémoires de S.A.R. l'infante Eulalie, 1868-1931 (Paryż: Plon, 1935) - w lipcu 1936 pojawiło się ich angielskie tłumaczenie - Memoirs of a Spanish Princess, H.R.H. the Infanta Eulalia (Londyn: Hutchinson, 1936; i Nowy Jork: W. W. Norton, 1937).
9 lutego 1958 w swoim domu w Irun, Eulalia miała zawał serca. Zmarła 8 marca i została pochowana w panteonie królów Hiszpanii, w Eskurialu.